# Austorc de Segret
Austorc de Segret, probabilmente identificabile con Astorgius de Monte Acuto (fl. 1270), è stato un religioso e trovatore alverniate, della cui intera opera poetica ci è pervenuto un solo sirventes, No sai quim so, tan sui desconoissens.
Scritto in rima, e imitando quello del trovatore italiano Sordello, "Aitant ses plus viu hom quan viu jauzens", il sirventes di Austorc è quasi un planh dedicato a Luigi IX di Francia, morto nel 1270 durante l'ottava crociata. Oltre a piangere Luigi, il trovatore lamenta la sconfitta subita dai crociati contro "saraceni, turchi e arabi", concludendo che o Dio o Satana sia stato ingannevole per cristiani: non c'è altra possibile spiegazione per il potere acquisito dai musulmani. Ma tra gli esseri umani, Austorc è comunque disposto a scorticare, per la fallita crociata, il fratello di Luigi (Carlo I d'Angiò), il caps e guitz (capo e guida) — secondo le parole di Austorc — degli infedeli, in quanto convinse Luigi ad attaccare Tunisi, non la Terrasanta, e subito dopo la morte di Luigi negoziò la pace con i musulmani.